# Peter Böck (Jurist)
Peter Böck (* 9. September 1950 in Nürnberg; † 10. Dezember 2023) war ein deutscher Jurist. Er war von Mai 1993 bis Januar 2001 und von Januar 2005 bis Dezember 2013 Richter am Bundesarbeitsgericht.

## Leben und Wirken
Böck trat nach Abschluss seiner juristischen Ausbildung im Mai 1977 in den richterlichen Dienst der bayerischen Arbeitsgerichtsbarkeit ein und war am Arbeitsgericht Nürnberg eingesetzt. Im Februar 1993 wurde er Direktor dieses Gerichts. Am 19. Mai 1993 erfolgte Böcks Ernennung zum Richter am Bundesarbeitsgericht, wo er zunächst dem Zehnten Senat, später dem Neunten Senat angehörte. In der Zeit von Februar 2001 bis Dezember 2004 war er als berufsmäßiger Stadtrat für Personal und Organisation bei der Stadt Nürnberg tätig. 2005 kehrte Böck an das Bundesarbeitsgericht in den Neunten Senat zurück. Seit Juli 2007 gehörte er dem Achten Senat an. Böck trat am 31. Dezember 2013 in den Ruhestand.